# Geografia Guamu

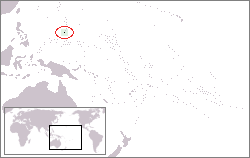
Położenie Guamu

Guam jest terytorium zamorskim Stanów Zjednoczonych. Wyspa ta leży w zachodniej części Oceanu Spokojnego i jest największą w archipelagu Mariany. Guam cechuje się urozmaiconą rzeźbą terenu i tropikalnym, wilgotnym klimatem.

## Powierzchnia i położenie

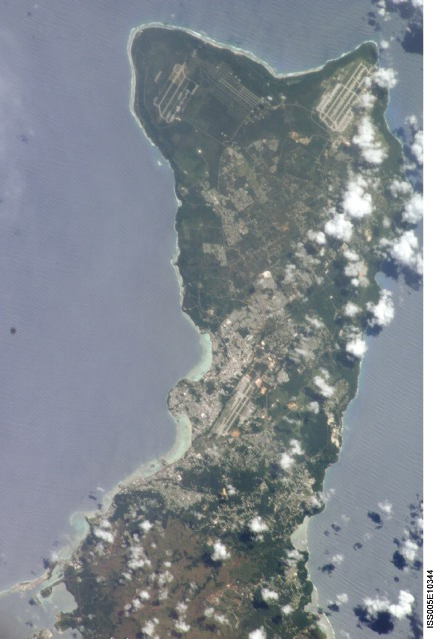
Zdjęcie satelitarne północnej części wyspy

Powierzchnia – 541,3 km²: nieznacznie mniejsza od Bornholmu i nieco większa od Warszawy;
Położenie – 13°28'N i 144°45'E: wyspa leży w południowo-zachodniej części Pacyfiku, około 2000 km na wschód od Filipin. Guam stanowi ważny węzeł tranzytowy, łączący kraje Azji Południowo-Wschodniej z Hawajami.
Linia brzegowa – 125,5 km

## Ukształtowanie poziome
Guam to najdalej wysunięta na południe wyspa archipelagu Marianów, która ma 51 km długości i 5-9 km szerokości. Linia brzegowa jest umiarkowanie rozwinięta, gdzie występują niewielkie zatoczki, a na zachodzie leży wąski półwysep Orote Peninsula. U wybrzeży Guam leży kilka przybrzeżnych wysepek. Wybrzeże jest zarówno niskie jak i wysokie, gdzie można wyróżnić klify, kamieniste i żwirowe plaże, które występują także razem klifami, oraz zbocza wzniesień opadające do morza. Na wybrzeżu niskim ciągną się piaszczyste plaże, ponadto występują fragmenty wybrzeża namorzynowego. Wyspę otaczają rafy koralowe.

## Budowa geologiczna i rzeźba
Guam jest wyspą wulkanicznego pochodzenia, która leży na styku płyt: filipińskiej i pacyficznej. Wyspa cechuje się zróżnicowaną budową geologiczną, gdzie południowa część zbudowana jest z bazaltów i andezytów. Północna część wyspy to obszary zbudowane głównie z wapieni. Guam jest na ogół nizinna, ale cechuje się urozmaiconą rzeźbą terenu. Południowa część wyspy ma charakter wyżynny, gdzie wzdłuż wybrzeża ciągną się wzniesienia osiągające 300–350 m n.p.m. W tym rejonie wznosi się najwyższy szczyt wyspy – jest Mount Lamlam o wysokości 406 m n.p.m. Północna część wyspy jest nizinna.

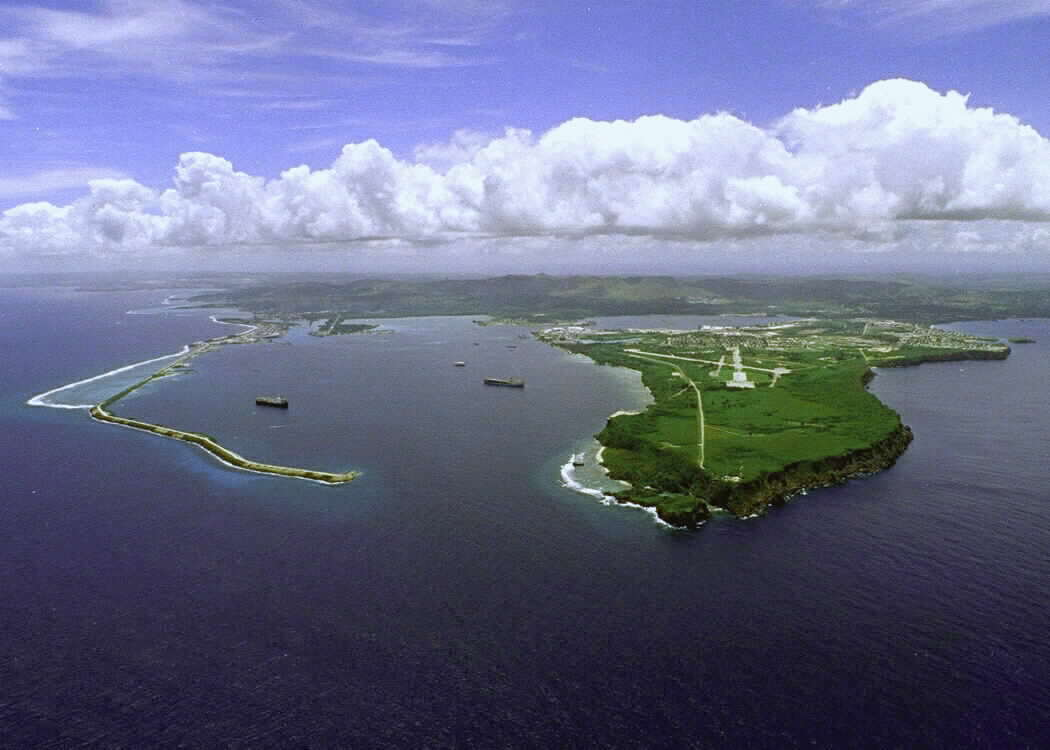
Guam z lotu ptaka

## Klimat
Guam leży w strefie klimatu równikowego, wilgotnego. Średnie temperatury wynoszą 26-27 °C, gdzie roczne wahania są niewielkie. Dobowe różnice nie przekraczają 5 °C. Opady deszczu są wysokie i wynoszą co najmniej 2000 mm rocznie, sięgając 3000 mm. Brak pory suchej, jednakże występuje okres ze zmniejszoną intensywnością opadów. Największe opady mają miejsce od sierpnia do października. Guam leży w strefie działań huraganów – tajfuny, które nawiedzają wyspę w okresie największych opadów, a także do okresu listopad-grudzień. Ostatni silny tajfun nawiedził wyspę w grudniu 2002 roku, gdzie porywy wiatru wynosiły do 173 km/h, a stała prędkość wiatru wynosiła około 140 km/h.

## Wody
Sieć rzeczna ze względu na opady i uwarunkowania rzeźby terenu jest dobrze rozwinięta. Na wyspie występują krótkie rzeki, a najwięcej rzek płynie w południowej części wyspy. W południowej części wyspy leży niewielkie jezioro – Fena Lake.

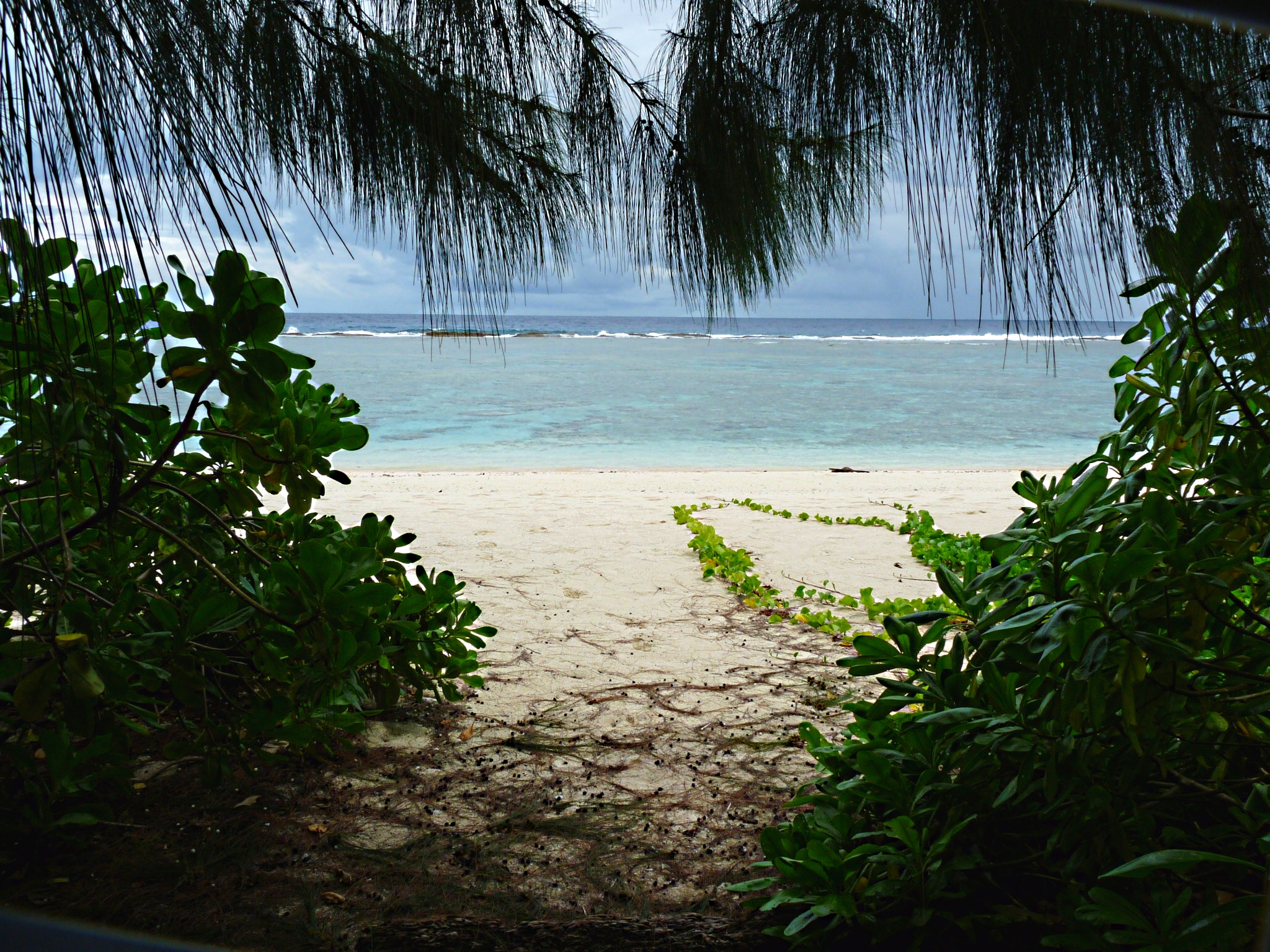
Plaża na Guamie

## Flora i fauna
Roślinność jest dobrze zachowana, choć w wielu miejscach występują tereny rolnicze. Wyspę cechuje się bogactwem gatunkowym, gdzie rośnie ponad 600 gatunków roślin z czego około 100 to drzewa. Na wyspie rośnie głównie roślinność tropikalna, a także subtropikalna. Do głównych gatunków drzew należą bananowce, palmy kokosowe i drzewa chlebowe oraz ifil. Liczne są rośliny kwiatowe, paprocie, a na wybrzeżu występują fragmenty roślinności namorzynowej.
Faunę reprezentują głównie ptaki, oraz gady. Ptaki reprezentują zarówno gatunki lądowe jak i morskie, należą do nich siewki, bieliki, gołębie i wiele innych gatunków ptaków. Do gadów należą m.in. gekony i węże. Charakterystycznym skorupiakiem jest krab palmowy. Na Guam sprowadzono także zwierzęta które wcześniej nie występowały na wyspie, jak np. dziki. W wodach oceanu występuje wiele gatunków ryb, w tym rekiny.